# 大白鲨4
《大白鲨4》是1987年上映的美国恐怖电影，《大白鲨2》的直接续集，跳过了《大白鲨3》的剧情，为大白鲨系列电影的第四部。影片由约瑟夫·萨金特导演，洛兰·加里、兰斯·盖斯特、馬力歐·范畢柏斯、凯伦·杨和米高·肯恩主演。影片讲述成为寡妇的艾伦·布罗迪坚信大白鲨正找她的家人报仇，尤其是在儿子遇害、鲨鱼跟着她来到巴哈马之后。影片在新英格兰和巴哈马群岛等地取景，最后在环球影业的片场杀青。和前两部一样，开场和睦岛的镜头在马萨葡萄园岛取景。
不像各花两年时间完成的系列前三部作品，《大白鲨4》制作时间不足九个月。拍摄期间，副制片人兼制片经历弗兰克·鲍尔（Frank Baur）表示影片是自己35年从业生涯以来规划、执行时间最快的电影。影片最终拿下系列最差的5190万美元票房，被大批影评人批评。影片还引入了臭名昭著的宣传口号“这一次，是私人恩怨！”（This time, it's personal.）。

## 剧情
故事发生在和睦岛，英雄警察局长马丁·布罗迪心脏病发作去世，留下遗孀艾伦和幼子肖恩及未婚妻蒂梵尼共同生活。后来肖恩当时副警察局长。圣诞节的几天前，肖恩被派去清理卡在浮标上的原木，结果被一条大白鲨咬断了手臂。肖恩大声求救，但呼叫声被岸上的歌手淹没。鲨鱼弄沉了他的船，把他拖到水里淹死。
马丁长子迈克尔与妻子卡拉有一个5岁的女孩西娅。肖恩葬礼那天，迈克尔一家回到和睦岛。迈克尔正在巴哈马群岛当海洋生物学家，母亲艾伦要求他停止工作，惟艾伦刚刚收到第一笔资助，不愿退出。西娅说服艾伦和他们一起回巴拿马。
乘小飞机回巴拿马的路上，飞行员霍吉对艾伦产生了兴趣。艾伦正想走出丧夫的苦痛，于是和霍吉共度时光，从中发现自己原来这么有吸引力。迈克尔向同事杰克他的妻子路易莎介绍自己母亲，一起共度圣诞节和新年。
没过几天，迈克尔、杰克与手下碰到一条大白鲨，应该是跟着迈克尔一家从和睦岛过来的。杰克非常想研究这条鲨鱼，因为巴哈马属于热带海域，从未出现过大白鲨。然而迈克尔叫杰克不要跟他家人说鲨鱼的事情。那天，本已经放下鲨鱼事件的艾伦做起了被鲨鱼攻击的噩梦，感觉到鲨鱼就要攻击自己挚爱的一个人。
杰克决定给鲨鱼装一个设备，通过心跳追踪它的动态。他用饵料吸引鲨鱼，趁机将追踪杆刺进鲨鱼的身体。第二天，鲨鱼用一条沉船伏击迈克尔，迈克尔侥幸逃脱。
西娅带朋友玛格丽特和母亲上充气香蕉船游玩。卡拉展示自己新做的艺术雕塑的时候，鲨鱼攻击了船的后方，咬死了玛格丽特的母亲。西娅抵达安群地带后，艾伦登上杰克的船去追鲨鱼，打算把鲨鱼杀掉，保护家人。听到这件事，迈克尔才向卡拉坦承自己知道那条鲨鱼，卡拉听完非常激动。
霍吉开飞机载迈克尔和杰克去找艾伦，发现鲨鱼正在追赶他们的船。搜寻过程中，霍吉跟迈克尔说艾伦坚信杀害肖恩的鲨鱼正在追捕她的家人。发现艾伦身影的时候，霍吉干脆在水上停机，命令迈克尔和杰克游去船那边，此时鲨鱼拼命把飞机和霍吉拖进水里。
霍吉成功摆脱鲨鱼，杰克和迈克尔匆忙组装了一个电脉冲的发射装置。杰克来到船前方的时候，鲨鱼猛扑过来，想把他拖到水里进行攻击。杰克趁机自己还没有进入海底，把电脉冲装置放进鲨鱼嘴里。迈克尔引爆脉冲，激怒了鲨鱼，鲨鱼在痛苦之下不断跃出水面，大声咆哮。迈克尔不停引爆脉冲，再次把鲨鱼炸到跃出水面。艾伦一边将帆船驶向鲨鱼，一边回想起鲨鱼袭击西娅、咬死肖恩、被马丁击败的事情（尽管后两者非她亲眼目睹）。帆船船首的破损斜桅杆刺穿了鲨鱼的身体。在美国放映的原版中，鲨鱼直接流血而死。而在海外版和DVD版中，这个结局被修改成鲨鱼立马爆炸。在爆炸版本中，鲨鱼的尸体沉到海底（镜头出自第一部），連船隻也被波及炸碎，船上三人墮海但沒受傷，迈克尔听到杰克的呼声前去救助，杰克虽身负重伤，但活了下来（原版中去世）。四人安全返回陆地后， 霍吉将艾伦送回和睦岛。

## 阵容
- 洛兰·加里（英语：Lorraine Gary） 饰 艾伦·布罗迪（Ellen Brody）
- 兰斯·盖斯特（英语：Lance Guest） 饰 迈克尔·布罗迪（Michael Brody）
- 馬力歐·范畢柏斯 饰 杰克（Jake）
- 凯伦·扬（英语：Karen Young (actress)） 饰 卡拉·布罗迪（Carla Brody）
- 朱迪丝·芭西 饰 西娅·布罗迪（Thea Brody）
- 米高·肯恩 饰 霍吉·纽考贝（Hoagie Newcombe）
- 琳恩·惠特菲尔德 饰 路易莎（Louisa）
- 米切尔·安德森（英语：Mitchell Anderson） 饰 肖恩·布罗迪（Sean Brody）
- 杰伊·梅洛（Jay Mello，年幼布罗迪，资料画面）
- 罗伊·谢德 饰 马丁·布罗迪局长（Chief Martin Brody，资料画面）
- 塞德里克·斯科特（Cedric Scott）饰 克拉伦斯（Clarence）
- 查尔斯·鲍勒格（Charles Bowleg）饰 威廉（William）
- 梅尔文·范·皮布尔斯（英语：Melvin Van Peebles） 饰 威瑟斯彭先生（Mr. Witherspoon）
- 玛丽·史密斯（Mary Smith）饰 蒂梵尼（Tiffany）
- 埃德娜·比洛托（Edna Billotto）饰 波莉（Polly）
- 弗里齐·简·考特尼（英语：Fritzi Jane Courtney） 饰 塔夫脱夫人（Mrs. Taft）
- 赛普里安·R·杜（Cyprian R. Dube）饰 镇长
- 李·菲罗（英语：Lee Fierro） 饰 金特纳夫人（Mrs. Kintner）
- 威廉·E·马克斯（William E. Marks）饰 副警长莱尼（Deputy Lenny）
- 黛安·海特菲尔德（Diane Hetfield）饰 弗格森女士

## 制作

### 开发
时值MCA环球陷入困难，总裁西德尼·希恩伯格看到《大白鲨3》虽然很多差评但商业成绩依然不错，认为拍续集有利可图，也可以趁机推广一下环球影城的大白鲨游乐设施。
续集由约瑟夫·萨金特担任制片人和导演。萨金特曾在1973年电影《鬼头神探》中和洛兰·加里有过合作，并凭借此片获得个人首个美国导演工会奖。事实上，斯蒂芬·斯皮尔伯格曾说《鬼头神探》这部后来催生了《侦探科杰克》一剧的电视电影是自己在第一部《大白鲨》电影中使用加里扮演艾伦·布罗迪的原因，而加里当时实际上还是环球影业总裁西恩伯格的妻子。对于《大白鲨4》，加里在采访中表示：“我之所以能加入这部电影，全拜我嫁给西德的功劳。”
在《波士顿先驱报》的采访中，赛金特称《大白鲨4》如同一枚等待引爆的计时炸弹：“当时西德想要一个奇迹，我们就把它实现了。”1986年9月底，赛金特接到西恩伯格的电影，让他导演《大白鲨》第四部，当时剧本还没写好。赛金特回忆道：“我没有时间嘲笑这件事，因为西德说他想拍一部关于人类的优秀电影。他当时跟我说：‘这是你的孩子了，你来制片和导演。’我接受了。”赛金特表示，西恩伯格“砍掉所有繁文缛节，直接将《大白鲨4》提上日程”。2006年的采访中，赛金特说影片的前设诞生自片方“找鲨鱼的新故事找到有点绝望”：“我们觉得，如果我们能从玄幻的角度来看，加一点魔法，也许就可以得到一些有趣的东西。”
在工作室的快速推进下，《大鲨鱼4》于1986年9月投入制作，计划于次年夏天上映。主脚本由迈克尔·古兹曼负责，后者曾以五个礼拜写好电视剧剧本著称。然而，最终剧本在拍摄开始前都还没有写好。在原版中扮演首位鲨鱼遇害者的罗伊·谢德与李察·德雷福斯拒绝出演。新作没有延续上一步的故事。在上一部里，迈克是海洋世界的工程师；而到了这一步，迈克变成海洋研究学家。环球影业一份新闻稿将《大白鲨4》称为“享誉盛名的大白鲨三部曲的第三部作品”。片中迈克和鲨鱼在水下追逐的戏份出自上一部剧本初稿。

### 选角
洛兰·加里在前两部中扮演艾伦·布罗迪。在新闻稿中，加里称《大白鲨4》也讲了人际关系，使得影片更像《大白鲨》第一部。影片是加里八年前出演斯皮尔伯格电影《1941》以来的首部作品，也是她从影生涯的最后一部作品。
新闻稿称加里的角色探索了比之前还深的深度，也比之前更有质感。加里对在特别环境下进一步发掘这位多面的女人感兴趣，决定在蛰伏多年后重返大银幕。尽管影片一直以加里为中心，罗伊·谢德还是获得了一个客串角色。如果他接受，他将扮演马丁·布罗迪，而不是在影片开头被鲨鱼杀害的肖恩·布罗迪。
加里是原班人马中唯一回归的主角，尽管李·菲罗也客串了金特纳夫人（在第一部中遇害的亚历克斯·M·金特的母亲），弗里齐·简·考特尼扮演了前两部中的和睦小镇议员塔夫脱夫人。前两部中扮演市镇委员的波斯纳先生升任镇长，接任已经去世的镇长拉里·沃恩（Larry Vaughan）扮演者默里·汉密尔顿。加里说自己之所以参与这部电影，是因为可以和奥斯卡金像奖得主米高·肯恩在屏幕上恋爱。肯恩曾主演过另一部改编自彼得·本奇利作品的票房炸弹《魔岛生死劫》：
我们合作第一天的时候，我很紧张得像个女学生。我们在拍贾卡努游行的戏份，鼓声很响，临时演员有上百个。但他的注意力从未转移，还让我完全放松下来。一切很自然。他是非常优秀的演员，也很好人。
肯恩对制作过程及最终的成本五味杂陈，说这是他第一次在电影中扮演年龄和自己相仿的角色，两位中年人之间的感情和年轻人有一拼。虽然在巴拿马拍戏无法亲自去领奥斯卡奖，他还是对参与其中感到高兴。在新闻稿中，他说这是“电影史的一部分......原版本身就是有史以来最棒的惊悚片。非常高兴能参与拍摄。剧本我非常喜欢。”然而肯恩后来说：“我从没看过它（这部电影），但从总体上看很糟糕。然而我已经见过了它制作的过程，非常糟糕！”在个人自传《这是怎么回事》（What's it All About?）中，肯恩说影片“会随着时间的推移留在我的记忆中，当时我赢了一个奥斯卡，买了一间房子，读过很美好的假期。对于票房炸弹来说，它还算不赖。”
兰斯·盖斯特扮演艾伦长子迈克，大二那年，他从加利福尼亚大学洛杉矶分校辍学，出演经典恐怖片续作《月光光心慌慌2》。凯伦·扬扮演他的妻子卡拉，她赞扬导演重视角色塑造。馬力歐·范畢柏斯扮演迈克的同事杰克，其父亲梅爾文·範畢柏斯则客串了拿骚的市长。米切尔·安德森扮演艾伦次子肖恩。琳恩·惠特菲尔德扮演路易莎。特技演员黛安·海特菲尔德（Diane Hetfield）扮演香蕉船事件的受害者。

### 拍摄
影片主体拍摄在新英格兰和巴哈马两地举行，在环球影城片场杀青。和前两部一样，马萨葡萄园岛获选为影片开头和睦岛的取景地。制作于1987年2月2日启动，当时“暴风雪已经笼罩”该岛近一个月，“为片头场景提供了寒冷的背景”。由于影片预计在同年7月上映，机械做的鲨鱼在温和的时候拍摄，马萨葡萄园岛只起客串作用。
除了124名剧组成员，团队还在当地聘用250名临时演员，他们大多是当地高中乐队、唱诗班及戏剧社的成员，片中出现在布罗迪一家漫步小镇、肖恩遇袭的戏份中。当地的墓碑制造商为肖恩葬礼的戏份模拟制作了51块石碑。
2月9日，剧组启程前往巴哈马拿骚，次日开展主体拍摄。和前两部一样，拍摄期间气象条件多变，困难多多，没有为38天的拍摄营造“完美环境”。涵盖镜头则在岸边和室内拍摄。影片采用Super 35格式拍摄。

### 特效
1987年1月12日，由亨利·米勒（Henry Millar）率领的特效团队抵达拿骚南部沙滩（South Beach），提前主体摄影一个月开展工作。在官方新闻稿中，米勒说他加入的时候没拿到剧本，但剧情已经开发好，对方也告诉他们想要的鲨鱼是什么感觉，应该和一般见过的鲨鱼差不多。鲨鱼从88英尺（27）长的平台上发射，由 30英尺（9.1）起重机的桁架塔楼制成，漂浮进入克利夫顿湾（Clifton Bay）。团队共制作了七条鲨鱼（或部件）：
两个是完全铰接式的，两个是用来拍摄跳跃画面的，一个是拍摄冲撞的，一个是鲨鱼的上半部分，一个是鲨鱼的鳍。两个铰接的设有分22段的肋骨及可活动的嘴巴，嘴巴用柔韧的水性乳胶皮覆盖。每个模型的长度达25英尺（7.6），重2500磅（1134公斤）。每颗牙齿长半英尺，都一样的锋利。模型隐在岛上的一个秘密地点。
剧组4月2日回到环球影业完成主体拍摄，5月26日在洛杉矶结束。与此同时，米勒的团队继续留在拿骚，6月4日完成第二单元拍摄。

### 水下场景
摄影指导约翰·麦克弗森也负责彼特·罗曼诺（Pete Romano）率领的水下摄影组。罗曼诺选用蔡司35毫米超速镜头拍摄，让电影展现自然氛围，不像一般的电影那样用变形镜头拍水下。额外的水下摄影在一个大水箱内完成，这个水箱面积为50英尺（15）乘100英尺（30），深17英尺（5.2），在环球27号片场设立。拿骚克利夫顿湾及其天际线则在工作室室外的人工瀑布湖（Falls Lake）里用模型取景。
1987年7月10日，影片幕后制作纪录片在全美电视台播出，长22分钟，由威廉·罗斯（William Rus）撰稿、导演，扎鲁姆·梅菲尔德制作公司（Zaloom Mayfield Productions）拍摄。

### 结局改动
影片院线版结局为艾伦用迈克的船把鲨鱼撞成重伤，鲨鱼死前翻滚的时候将船撞裂，船上的人必须跳船逃生，避免和船一起下沉。然而美国的观众不认同这个结局，导致片方为海外版拍了另一个结局。这个结局变成鲨鱼被箭刺伤，之后突然爆炸，而身负重伤的杰克活了下来。环球在家用媒体发行时采用了这一版结局。
据传米高·肯恩为了重拍结局，无法亲自到奥斯卡金像奖的现场拿下《汉娜姐妹》为自己赢得的奖。改版结局据说在美国上映的五天后拍摄，于其他西方国家公开。原版结局后来只能在电视台播放时看到，没有出现在家用媒体版本中。在影片评论中，罗杰·埃伯特说自己不认为“导演约瑟夫·赛金特会把最后的高潮戏份拍得如此垃圾，甚至没有稳定的镜头，所以我们必须根据经验证据来弄清楚发生了什么”。

## 音乐
| 評論得分             | 評論得分 |
| 來源                 | 評分     |
| -------------------- | -------- |
| filmscoremonthly.com | [ 28 ]   |
| soundtrack.net       | [ 29 ]   |

配乐由电影《柳巷芳草》、《霹雳钻》（均为罗伊·谢德作品）和《暗杀十三招》作曲家迈克尔·斯莫指挥、谱曲。约翰·威廉斯创作的原版鲨鱼主题音乐也容纳到本片配乐中，但虎鲸主题音乐被删除。Soundtrack.net认为斯莫的配乐“总体上很紧凑，有自己想的一些新主题音乐”。影片还采用了斯泰西·拉蒂索表演的《Nail it to the Wall》，以及1986年喷气机乐队金曲《You Got It All》。
原声带专辑在影片上映当天公开，后由于影片票房表现惨淡取消发行。宣传版音频CD和卡式录音带于2000年发行。跟电影本身相比，原声带的评价更号。《电影配乐月刊》（Film Score Monthly）的AK本杰明（AK Benjamin）表示如果单听CD，斯莫的作品的确更出色，因为没有电影搭配。他认为电影完全“不堪入目”，但斯莫“的确给了《大白鲨4》许多并非理所应当的东西，比的配乐还要出色，不管因为什么。”本杰明认为斯莫“很会意”，作品比电影更出色：
《复仇与结局》（Revenge and Finale）狂乱的尾声几乎让专辑物有所值，毫无疑问总结了斯莫对电影的看法。遗憾的是，伟大的迈克尔·斯莫在80年代获委派《大白鲨4》这样的垃圾，而且更为糟糕的是他从未找到值得自己配乐的作品。
斯莫2003年去世时，《独立报》认为“一些杰出的作曲家因给有史以来最差的电影配乐而感到屈辱”。和大多数关于原声带的评论一样，文章批评电影的同时，说“斯莫在这种情况下做了一部完美的配乐，就好像有人注意一样。”
2015年，负责前作CD发行的英特拉达唱片公开本片的完整配乐。英特拉达有权访问完整混音带，意味着该版本的CD包括所有录制好的曲目，包括部分曲目的不同版本。

## 发行
影片于1987年7月17日在1606家影院上映，首日取得票房榜第三的开门红，仅次于《機器戰警》及《白雪公主》。上映首周末，影片票房7,154,890美元，仅为上一部首周末票房的一半不到。影片仅在前两周进入前10，第三周下降到第12位。影院上映结束后，影片海外票房共计51,881,013美元。尽管票房成绩成功覆盖2300万美元的制片成本，影片仍旧是整个系列票房最差的作品，最好的第一部在1975年上映时的收入是它的五倍，而且只在675家影院发行。

### 电视台播放
影片最初在美国的AMC电视台及英国BBC放映。AMC版包括原版删减片段，也新增了一些内容，包括开场中解释有些情况注定要出现的旁白，以及艾伦·布罗迪和霍吉、迈克尔和杰克之间的对白。另外还有鲨鱼下潜的画面，以及从不同角度拍摄杰克死亡的镜头。BBC及其他一些电视台放映的画面没有裁剪画幅，鲨鱼下侧的机械结构在攻击场面中清晰可见。

### 家用媒体
影片是系列第一部发行DVD的电影，为1区的香草盘，由好时光娱乐发行，内置西班牙语和法语字幕，画面以2.35比1的非变性宽银幕转制。原声带以杜比数字4.1声道呈现，一位影评人称各声道分离得非常优秀，“不论是在周围盘旋的海浪、潜水场景中路过的泡沫，还是在你身后飞来飞去的霍吉的飞机”。评论还称赞麦克弗森的优秀摄影转换得非常好。2003年6月3日，DVD由环球影业再版发行，转制自变形镜头画面。2015年，影片以DVD形式再版发行，与第二版和第三版连成一套。2016年6月14日，环球影业家庭娱乐发行影片的藍光光碟。附加内容包括剧场版预告片及高清重制的剧场版原版结局。

## 反响

### 专业评价
影片受到影评人和观众的一致批评。在烂番茄上，影片获得39条评论，腐烂度0%，平均得分仅2.7/10。网站共识写道：“《大白鲨4》不合逻辑、没有张力，充斥着廉价的特效，是盛极一时的系列的遗憾篇章。”Metacritic根据15条评论打出15/100的平均分，表示“普遍差评”。影院评分评分“C–”（评级A+和F）。
加里凭借片中表现获提名图形奖最佳女主角及金酸莓獎最差女主角，分别输给了《鬼使神差》的潔西卡·坦迪和《那女孩是谁》的麥當娜。影片获《娱乐周刊》评为“史上最差的25部续集”，被帝国杂志读者评为“50大最差电影”榜单的第22位。
《芝加哥太阳报》的罗杰·埃伯特打出0星，认为影片“不仅糟糕，而且很蠢、很无能”。他列出几个自己难以置信的方面，包括艾伦被当时自己不在场的倒叙镜头困扰。他打趣说肯恩无法出席第59届奥斯卡金像奖，领取自己凭借《汉娜姐妹》取得的奥斯卡最佳男配角奖，是因为自己有拍摄承诺，如果没有的话，他可能就不想回去拍摄。在评论节目中，埃伯特和同事吉恩·西斯克尔（Gene Siskel）批评了影片，从“众多逻辑错误中选出一些逻辑错误”，包括临近结尾处米高·肯恩刚被人从水里拉上来，上衣还是干的。西斯克尔在结尾处希望这是《大白鲨》传奇的终局。
有一些场景被认为难以置信，比如鲨鱼不到三天就跨越1,920（1,193英里；1,037海里）的距离，从马萨诸塞州的岛屿来到巴哈马群岛，而且好像知道布罗迪一家回去巴哈马一样，跟着跟随迈克尔穿过水下迷宫。鲨鱼复仇心理的展现也很古怪。《独立报》认为影片充满了前后不一致的地方和错误（例如鲨鱼不能像狮子一样漂浮或咆哮）。特效也饱受诟病，尤其是鲨鱼被船头刺穿的画面，以及可以鲨鱼推动机制清晰可辨的镜头。
德里克·温纳特（Derek Winnert）在不冷不热的评论中结尾道：“巴哈马群岛的背景很漂亮，鲨鱼看起来像以前一样可口”。理查德·谢布（Richard Scheib）也赞扬水上水下摄影“美丽”，机械鲨鱼“拟真”，尽管回到岸上的情景剧有点无聊。影评人也评论为第一部电影的棕褐色倒叙镜头。迈克尔和西娅互相戏仿对方的镜头类似于第一部中肖恩和马丁的类似互动。类似地，鲨鱼大肆破坏的戏份中出现了马丁·布罗迪瞄准压缩空气瓶，说“笑吧，你个......”（Smile, you son of a ...）的镜头。《纽约时报》认为“没有什么比敬畏之心更能快速地杀死续集了......导演约瑟夫·萨金特直接把影片拍成斯蒂芬·斯皮尔伯格原版《大白鲨》的彩色数字版”。
2019年的一篇学术文章中，I·Q·亨特（I.Q. Hunter）认为影片非常值得做案例研究，因为不是标准的SoBIG（太烂但很好看）烂片，既没有明显热情、瞩目的粉丝群体的怪异行为，也不是以前那种制作资金紧张背景下的产物，不是非常失败，有狂撒制作预算、贪恋艺术味道的那种。按照大家的共识来说，就是非常垃圾的电影。本片在爛番茄2022年發表的「有史以來最糟糕的57部電影續集」排行榜中排名第2名，同時在該站整理的「有史以來最糟糕的恐怖電影」排行榜位居第2名。

### 奖项
| 大奖          | 奖项         | 提名             | 结果 | 参考   |
| ------------- | ------------ | ---------------- | ---- | ------ |
| 第15届土星奖  | 最佳女主角   | 洛兰·加里        | 提名 | [ 47 ] |
| 第8届金酸莓奖 | 最差男演员   | “鲨鱼布鲁斯”     | 提名 | [ 50 ] |
| 第8届金酸莓奖 | 最差女主角   | 洛兰·加里        | 提名 | [ 50 ] |
| 第8届金酸莓奖 | 最差男配角   | 米高·肯恩        | 提名 | [ 50 ] |
| 第8届金酸莓奖 | 最差剧本     | 迈克尔·德·古兹曼 | 提名 | [ 50 ] |
| 第8届金酸莓奖 | 最差電影     | 约瑟夫·赛金特    | 提名 | [ 50 ] |
| 第8届金酸莓奖 | 最差导演     | 约瑟夫·赛金特    | 提名 | [ 50 ] |
| 第8届金酸莓奖 | 最佳视觉特效 | 亨利·米勒        | 獲獎 | [ 50 ] |

### 影响
《大白鲨》不断涌现的续集被1989年电影《回到未來II》（由斯皮尔伯格监制、《大白鲨3》演员莉亞·湯遜出演）恶搞，主角馬蒂·麥佛萊来到2015年，看到影院正在放映《大白鲨19》（由虚构导演麦斯·斯皮尔伯格执导），口号为“这一次是真的真的私人恩怨！”（"This time it's REALLY REALLY personal!"），戏仿《大白鲨4》的宣传口号“這一次，是私人恩怨”。在影院外看到鲨鱼的立体宣传广告后，马蒂说“这鲨鱼看起来还是很假”。在2015年的“回到未来”庆祝活动上，环球影业发布《大白鲨19》的恶搞预告片，说《大白鲨4》之后的续集包括不同环境的鲨鱼及前传故事，甚至还有题为《大白鲨17：五十度灰》的爱情片。
影片入选金酸莓奖创办人约翰·威尔逊著作《金酸莓奖电影官方指南》的“100部最有趣烂片”（100 Most Enjoyably Bad Movies Ever Made）榜单。

## 其他媒体

### 小说
影片改编小说由《大白鲨2》小说作者汉克·塞尔斯创作。尽管《大白鲨2》的小说改编自影片剧本初稿，与成本有较大出入，《大白鲨4》的小说化则相对接近成片，增加了一些次要剧情。新增剧情包括霍吉担任政府特工，奉命前去运送洗过的钱。在影片中，这一段只有在迈克尔·布罗迪问“你不载人飞的时候会干什么？”，霍吉说“我送洗过的钱”时提到。在小说中，杰克最后被鲨鱼杀死。而在影片中，杰克活了下来，而不是最初剧本那样死掉。
小说暗示鲨鱼活动受到与布罗迪一家有仇的巫医影响，为复仇举动增添一层神秘色彩。根据最初的剧本，鲨鱼受到海地巫医帕帕·雅克（Papa Jacques）毒咒控制。电影学者I·Q·亨特解释说：“片名中的复仇指的是帕帕·雅克的复仇，不是鲨鱼的复仇。这样一来，剧情的整个意义就变了：鲨鱼受到‘人类永远无法理解的陌生力量’驱使，成为后殖民时代的复仇工具。”这也解释了艾伦和鲨鱼之间奇怪的心理连结。后来这段剧情因为过于偏离食人鲨的剧情而被删除。然而在院线版中，迈克尔·布罗迪曾说：“来吧，鲨鱼不会杀人。告诉我你不相信魑魅魍魉的东西。”
还有一些成片中没有的场景，譬如有几章是从鲨鱼的视角叙述，说不知道自己为什么要这么做。还加了鲨鱼袭击一位冲浪的纨绔子弟，喝醉的新闻播音员在游艇边上看到鲨鱼，以及艾伦·布罗迪与一位富商之间的恋爱（富商后来在海上被鲨鱼袭击致死）。